# Karema
Karema (auch: Kalema) ist eine Siedlung im Distrikt Mpanda, der in der 2012 geschaffenen Region Katavi in Tansania liegt. Der Ort liegt am Ostufer des Tanganjikasees. Zur Zeit der Volkszählung im Jahr 2012 lebten 7465 Menschen in der Stadt.

## Hintergrund
Der Tanganjikasee liegt im Osten des Kongobeckens. Der afrikanische Sklaven- und Elfenbeinhändler Tippu-Tip gründete in den 1870er Jahren ein Privatimperium entlang des Oberlaufs des Kongo westlich des Sees. Seine Waren schickte er zum Verkauf in Sansibar ostwärts. An einem dieser Karawanenwege vom Kongo zur Ostküste lag Karema.
1876 wurde die Internationale Afrika-Gesellschaft mit König Leopold II. von Belgien als Präsident als Scheinorganisation für dessen kolonialen Expansionspläne in Brüssel gegründet. Das Comité D'Études du Haut Congo wurde am 25. November 1878 mit dem Ziel gegründet, das riesige Kongobecken für die europäische Ausbeutung zu öffnen. Das Comité war ein Vorläufer des Kongo-Freistaats, des privaten Unternehmens von König Leopold II.

## Belgische Militärstation
1879 besetzte das Comité D'Études du Haut Congo Karema und benannte es nach König Leopold II. von Belgien Fort Léopold.
Im Jahr 1882 übernahm der belgische Capitaine Émile Storms das Kommando über Karema von Leutnant Jérôme Becker, dessen Dienstzeit abgelaufen war. Yassagula, der Häuptling des Dorfes Karema, griff die Station kurz nach der Ankunft von Storms an. Becker konterte mit seinen Askaris, schlug Yassagulas Männer in die Flucht und zerstörte das Dorf. Einige Monate später unterwarf sich Yassagula und war fortan ein verlässlicher Verbündeter. Becker verließ die Station am 17. November für seine Heimreise. Storms verstärkte und erweiterte den Posten und begann mit dem Gemüseanbau. Auf einen Angriff auf einen seiner Kuriere reagierte er mit einer Strafexpedition, mit der der Rebellenhäuptling am 23. April 1883 besiegt wurde. Der deutsche Forschungsreisende Richard Böhm, der Storms hierbei begleitet hatte, wurde jedoch bei dieser Aktion von zwei Kugeln ins Bein getroffen und musste mehrere Monate lang in Karema bleiben. Storms gründete dann am 4. Mai 1883 die Station Mpala am Westufer des Sees, gegenüber von Karema.
Auf der Berliner Kongokonferenz von 1884 bis 1885 wurde die Ostseite des Tanganjikasee dem deutschen Einflussbereich zugeordnet, darunter auch Karema. König Leopold II. von Belgien beschloss, seine Kolonisierungsbemühungen auf den unteren Kongo zu konzentrieren. Er bat Charles Martial Lavigerie, Erzbischof von Algier und Gründer des Ordens der Weißen Väter, die belgischen Agenten an den beiden Stationen am Tanganjikasee durch Missionare zu ersetzen, was Lavigerie annahm.

## Missionsstation

Lage von Karema und Mpala in Ostafrika

Die Missionare gründeten das Dorf Karema mit fünfhundert freigelassenen Sklaven. Mit ihrem Schutz beauftragte  Lavigerie den ehemals in päpstlichem Dienst stehenden Zouaven Léopold Louis Joubert, der in einem Brief vom 20. Februar 1886 dorthin kommandiert wurde. Joubert erreichte Sansibar am 14. Juni 1886 und die Mission in Karema am 22. November 1886. Er blieb einige Zeit dort Monate auf Wunsch des Apostolischen Vikars von Tanganjika, Jean-Baptiste-Frézal Charbonnier, um die Mission vor Angriffen von Sklavenhändlern zu schützen. Anschließend überquerte er im März 1887 den See nach Mpala.
Charbonnier starb am 16. März 1888 in Karema und Léonce Bridoux wurde zu seinem Nachfolger ernannt. Bridoux starb bereits zwei Jahre später am 20. Oktober 1890. Im Jahr 1889 kam der Brite Adrien Atiman in Karema an und wurde der Arzt der Missionsstation, was er bis 1956 blieb. Die Missionare bauten 1890 eine Kirche und stellten 1893 ein befestigtes Missionshaus fertig, das noch heute steht. Am 19. Juni 1891 wurde Adolphe Lechaptois zum Nachfolger von Bridoux als Apostolischer Vikar von Tanganjika und Titularbischof von Utica ernannt. Er errichtete seinen Stützpunkt in Karema, das er am 8. September 1891 erreichte. In der ersten Hälfte des 20. Jahrhunderts eröffnete Lechaptois viele Schulen sowie fünf Waisenhäuser. Das Zentrum in Karema wurde zu einem Juniorseminar. Lechaptois starb am 30. November 1917 in Karema.
Am 10. Mai 1946 wurde das Apostolische Vikariat Tansania in Apostolisches Vikariat Karema umbenannt und am 25. März 1953 zur Diözese Karema erhoben. Am 24. Oktober 1969 wurde es in Diözese Sumbawanga umbenannt, was die Verlegung des Hauptsitzes in die wachsende Stadt Sumbawanga widerspiegelte.

## Karema heute
Heute ist Karema ein Fischerdorf. Es kann von Mpala aus mit der Fähre erreicht werden. Ab 2010 wurde der Ort von dem Passagier- und Frachtschiff MV Liemba, früher Graf Götzen, das bereits zur deutschen Kolonialzeit ab 1913 auf dem See verkehrte, angefahren. Die katholische Mission unterhält ein Gästehaus und eine Krankenstation. Von Karema gibt es eine Straßenverbindung nach Mpanda, dem Bezirkszentrum.